# Dirivultus dentaneus
Dirivultus dentaneus is een eenoogkreeftjessoort uit de familie van de Dirivultidae. De wetenschappelijke naam van de soort is voor het eerst geldig gepubliceerd in 1980 door Humes & Dojiri.